# Държава Виетнам
Държавата Виетнам (на виетнамски: Quốc gia Việt Nam) е държава, която претендира за властта над целия Виетнам по време на Първата Индокитайска война, въпреки че част от нейната територия всъщност е контролирана от комунистическия Виет Мин. Държавата е създадена през 1949 г. и е международно призната през 1950 г. Бившият император Бао Дай е държавен глава. След Женевските споразумения от 1954 г. държавата на Виетнам трябва да загуби северната част на страната в Демократична република Виетнам. През същата година Нго Дин Дием е назначен за министър-председател и през 1955 г., става президент на Република Виетнам.

## История

### Съединение на Виетнам (1947-1948)
След августовската революция Виет Мин контролира всички територии на Виетнам. Демократична република Виетнам е създадена от Виет Мин на 2 септември 1945 г. и контролира всички територии на Виетнам.
Виет Мин са принудени да се оттеглят в джунглата и се подготвят да водят партизанска война.
За да се намали влиянието на лидера на Виет Мин Хо Ши Мин върху виетнамското население, френските власти в Индокитай подкрепят връщането на власт на императора (последният владетел на династията Нгуен), Бао Дай, като създават марионетни държави, включително държавата Виетнам. Бао Дай доброволно абдикира на 25 август 1945 г. след падането на Виетнамска империя, васална на Япония.
На 5 юни 1948 г. Споразуменията за залива Халонг позволяват създаването на единно виетнамско правителство, заместващо „Тонкин“ (Северен Виетнам), „Анам“ (Централен Виетнам), асоцииран с Франция във френския съюз. След това федерацията включва съседното Кралство Лаос и Кралство Камбоджа. Кочинчина (Южен Виетнам) обаче има различен статут, както като колония, така и като автономна република, и обединението му с останалата част от Виетнам трябва да бъде одобрено от местния парламент, а след това от Френското национално събрание. През преходния период е обявено временно централно правителство на Виетнам.
Демократична република Виетнам обаче обявява независимостта на Виетнам и контролира почти цялата територия на Виетнам от 2 септември 1945 г. Демократична република Виетнам официално става конституционен представител на Виетнам през 1946 г.

### Френски съюз (1949-1954)
На 20 май 1949 г. френският парламент одобрява обединението на Кочинчина с останалата част от Виетнам. Решението влиза в сила на 14 юни и държавата на Виетнам е обявена официално на 2 юли. От 1949 до 1954 г. Виетнамската държава има частична автономия от Франция като асоциирана държава във френския съюз.
Бао Даи се бори срещу комунистическия лидер Хо Ши Мин за легитимност като легитимно правителство на целия Виетнам чрез борбата между виетнамската национална армия и Виет Мин по време на Първата война в Индокитай.
Държавата на Виетнам намира подкрепа във Френската четвърта република и Съединените щати (1950-1954 г.), докато Хо Ши Мин е подкрепен от Китайската народна република (от 1950 г.) и в по-малка степен от Съветския съюз. Въпреки френската подкрепа, около 60% от територията на Виетнам е под контрола на Виет Мин през 1952 г.

### Разделение (1954-1955)
След Женевската конференция от 1954 г., Виетнамската държава става териториално ограничена до онези земи на Виетнам, разположени на юг от 17-ия паралел, която става известна като Република Виетнам.
Мащабната доброволна миграция на антикомунистически северновиетнамци, по съществено римокатолически граждани, продължава по време на Френско-американската операция през лятото на 1954 г.
Референдумът за състоянието на Виетнам през 1955 г. определя бъдещия режим на страната.
След резултатите от референдума, държавата на Виетнам престава да съществува на 26 октомври 1955 г. и е заменена от Република Виетнам, широко известна като Южен Виетнам, чиято реформирана армия, под американска „защита“, започва борбата срещу комунизма, а Виет Конг заменя Виет Мин във Виетнамската война.